# Brachy
Brachy is een gemeente in het Franse departement Seine-Maritime (regio Normandië) en telt 670 inwoners (2005). De plaats maakt deel uit van het arrondissement Dieppe.

## Geografie
De oppervlakte van Brachy bedraagt 11,2 km², de bevolkingsdichtheid is 59,8 inwoners per km².
De onderstaande kaart toont de ligging van Brachy met de belangrijkste infrastructuur en aangrenzende gemeenten.

## Demografie
Onderstaande figuur toont het verloop van het inwonertal (bron: INSEE-tellingen).